# Leptoneta conimbricensis
Espèce
Leptoneta conimbricensis est une espèce d'araignées aranéomorphes de la famille des Leptonetidae.

## Distribution
Cette espèce est endémique du Portugal. Elle se rencontre dans les districts de Coimbra et d'Aveiro.

## Étymologie
Son nom d'espèce, composé de conimbric[a] et du suffixe latin -ensis, « qui vit dans, qui habite », lui a été donné en référence au lieu de sa découverte, le nom latin de Coimbra.

## Publication originale
- Machado & Ribera, 1986 : Araneidos cavernicolas de Portugal: familia Leptonetidae (Araneae). Actas 10 Congreso Internacional de Aracnologi a Jaca (Espana) Septiembre 1986, vol. 1, p. 355-366.